# Gonzalo García Pelayo
Gonzalo García-Pelayo Segovia (Madrid, 25 de mayo de 1947) es un emprendedor español que ha sido productor musical, presentador y director. En los años noventa también saltó a la fama por obtener grandes ganancias en casinos de todo el mundo con el juego de ruleta, después de diseñar un método legal para ganar en las mesas de ruleta de los casinos, aprovechándose de imperfecciones en la fabricación de las mesas. 

## Biografía
Nació en Madrid, donde su padre militar de origen jerezano estaba destinado. Cuando tenía cinco años, murió su padre, por lo que la familia volvió a Jerez de la Frontera. A los ocho años se trasladó a vivir a Sevilla cuando su madre contrajo nuevo matrimonio.
Su primera experiencia como empresario fue en 1967 con una discoteca en Sevilla, Dom Gonzalo, en la que programaba música diferente, y en la que estrenó discos de Pink Floyd o de Jimi Hendrix y que la policía cerró en varias ocasiones.
Ha sido productor musical, director de cine, locutor de radio, presentador de televisión, jugador de casino y hasta apoderado .

## Productor musical audiovisual
Desde muy joven se adentró en el mundo audiovisual con varias facetas. Como locutor de radio trabajó en los años setenta en Radio España, Radio Nacional de España con el programa Para vosotros jóvenes, además de ser fundador de Popular FM, en donde realizó los programas Raíces, en el que exploraba las relaciones entre flamenco y blues, y Absolutamente grandes, que dedicaba cada vez a uno de los clásicos de la música, estadounidense la mayoría de las veces. En Antena 3 de Radio, en 1982, presentó el programa Los 33 de Antena 3. Posteriormente lo hizo en el programa de Carlos Herrera, Herrera en la Onda de Onda Cero.
Como productor musical, produjo un total de 130 discos desde que en el año 1975 fundara el sello Gong, dependiente de Movieplay. Entre los discos producidos se encuentran ejemplos como Quilapayún, Víctor Jara, Silvio Fernández Melgarejo, Pablo Milanés o Carlos Puebla, así como los primeros álbumes de Labordeta, Luis Pastor, Hilario Camacho, Amancio Prada, Carlos Cano, Benito Moreno o de grupos como Triana, Barra Libre, Granada, Gualberto, Tílburi, Goma, Lole y Manuel, y María Jiménez. Como director artístico de Polygram, fichó para el sello a José Mercé. Su último trabajo fue el disco homenaje al desaparecido Jesús de la Rosa, líder, cantante y teclista del grupo Triana, y el disco Avenida Michigan del cantautor sevillano Fernando Arduan, protagonista y autor de  varias canciones de la película Alegrías de Cádiz, así como de "Mujeres Heridas" y "Alma quebrada".
Por su larga trayectoria es conocido como uno de los padres del llamado rock andaluz, él que fue el acuñador del término, además de la fusión entre el flamenco y músicas folclóricas de Andalucía con el rock y el pop con Triana como máximo exponente.

### Cine
Tras iniciar Filosofía y Letras en la Universidad de Sevilla, marchó a París y posteriormente entró en la Escuela de Cine de Madrid, que no llegó a terminar. Ha dirigido trece largometrajes: Manuela (1976), basada en la novela homónima de Manuel Halcón, con la participación de  Antonio del Real; la comedia Vivir en Sevilla (1978), Intercambio de parejas frente al mar (1978), la comedia de temática sexual Corridas de alegría (1982), Rocío y José (1982). Vuelve a hacer cine treinta años después con Alegrías de Cádiz (2012), largometraje estrenado en el Festival de Viena “Viennale 2013” el 3 de noviembre de 2013, donde también se proyectó un ciclo con sus cinco películas anteriores; Niñas (2014), estrenada en el Festival de Lisboa-Estoril; Copla (2014), estrenada en el Festival LisboaDoc; Amo que te amen (2014); Todo es de color (2015); y el tríptico Sobre la marcha, Niñas 2, y Mujeres heridas, rodadas simultáneamente en 2016 para su exhibición libre en internet.
En 2014 la Galería Nacional Jeu de Paume de París le dedica durante tres semanas el ciclo VIV(R)E LA VIE! Symphonie underground. Le cinéma de Gonzalo García Pelayo. Se estrenan sus seis películas, con un fin de semana dedicado al flamenco y otro a la obra de su mentor y maestro, Paulino Viota.
En cuanto a televisión, realizó diferentes cortometrajes en diferentes programas: Vivir cada día, Delirios de amor y sobre todo la serie Pensión El Patio, con guion de Agustín Embuena y como protagonistas Los Morancos.

## Filmografía
- Manuela (1976)
- Vivir en Sevilla (1978)
- Intercambio de parejas frente al mar (1978)
- Corridas de alegría (1982)
- Rocío y José (1982)
- Alegrías de Cádiz (2012)
- Niñas (2014)
- Copla (2014)
- Amo que te amen (2014)
- Todo es de color (2015)
- Sobre la marcha (2016)
- Niñas 2 (2016)
- Mujeres heridas (2016)
- Nueve Sevillas (2020)
- Dejen de prohibir que no alcanzo a desobedecer todo (2021)[4]
- Ainur (2021)
- Alma quebrada (2022)
- Así se rodó Carne quebrada (2022)

## En el ámbito del juego y de la probabilidad
Gonzalo García-Pelayo creó un método para las mesas de ruletas sobre la base de que como toda máquina, una ruleta puede tener imperfecciones físicas; y que estas, por milimétricas que sean, generan alguna tendencia que hace que algunos números salgan por encima de su probabilidad. Luego de recolectar los resultados de varios miles de lanzamientos e introducir sus datos en una aplicación informática desarrollada para tal efecto, comprobó que una ruleta específica tendía a favorecer ciertos números en particular, a los cuales se debía apostar.
Gonzalo García-Pelayo organiza a miembros de su familia, principalmente a su hijo Iván y Vanessa, y se dedican a jugar en el Casino Gran Madrid. Tras organizar un equipo de personas que tomaban datos de las mesas de ruleta en el casino, comienzan a jugar a finales de 1991, siendo el verano del año 1992 cuando logran ganar unos 70 millones de pesetas en dicho casino. Después de ser descubiertos, el casino de Madrid les prohíbe la entrada. Es en ese momento cuando comienzan a viajar a diferentes casinos de todo el mundo: Las Vegas, Australia, Austria, Dinamarca, Holanda. En total la familia García-Pelayo ganó más de 250 millones de pesetas, una cifra altísima para la época.
En el año 2004 el Tribunal Supremo les dio la razón admitiendo su derecho a entrar en cualquier casino de España donde se les tenía prohibida la entrada.
Su historia ha sido objeto de un libro, La fabulosa historia de Los Pelayos (2003), así como de un documental, Breaking Vegas: The roulette assault, emitido en The History Channel. El realizador de cine Eduard Cortés, estrena en 2012 una película de ficción, The Pelayos, basada en los hechos vividos por la familia.
Desde los años 1990 Gonzalo García-Pelayo y gran parte de su familia vienen trabajando en el campo de la probabilidad en los juegos de azar, estudiando y desarrollando métodos para ganar en el ámbito del juego, como las quinielas y más recientemente, el póquer en línea. García-Pelayo introdujo y apoderó al campeón del mundo de póquer Juan Carlos Mortensen.

## Estafa piramidal de Mind Capital relacionada con las criptomonedas
Gonzalo García - Pelayo junto a un equipo de personas en las que se encontraba su hijo como caras visibles, crearon Mind Capital, una plataforma que prometía grandes ganancias mensuales a través de la compra de Bitcoin, en la que los usuarios compraban la criptomoneda e ingresaban en la plataforma a cambio de unos beneficios, que posteriormente no fueron reales. La mayoría de usuarios afectados son de España y Latinoamérica, quienes comenzaron a invertir en el año 2020, pero nunca han podido sacar los bitcoin que ingresaron, sino que hicieron un canje en la que les devolvía el importe original equivalentes en BTC, es decir, si el inversor depositó 3500$ en BTC aun cambio de 9000$/BTC, cuando el valor de la criptomoneda alcanzó los 30000$, le devolvían solo 3500$ al cambio actual del BTC, por lo que los inversores nunca pudieron sacar los beneficios ni lo invertido, ya que la plataforma bloqueo a sus usuarios las retiradas de las criptomonedas. Actualmente existen varias plataformas de afectados que les ha denunciado, sin embargo Gonzalo García-Pelayo no se ha pronunciado al respecto y Mind Capital junto a las imágenes de sus supuestas oficinas han desaparecido.

## Libros
- Conversaciones con Gonzalo García Pelayo. Nostalgia del futuro (Efe Eme, 2020), de Luis Lapuente.
- La razón alegre. El cine de Gonzalo García Pelayo (Unión Editorial, 2021), de Agapito Maestre.